# Johnny "Guitar" Watson
John Watson Jr.(født 3. februar 1935, død 17. maj 1996) kendt under kunstnernavnet Johnny "Guitar" Watson, var en amerikansk blues, soul,funk musiker og singer-songwriter. der inspirerede Frank Zappa og en lang række andre kunstnere. En ung Jimi Hendrix skulle for eksempel have set Watson spille guitar med tænderne.[kilde mangler] I starten af karrieren spillede Watson, under navnet Young John Watson, blues men i begyndelsen af 1970-erne ændrede han stil og begyndte at spille pimpfunk.

## Diskografi
- 1957 - Gangster of Love
- 1963 - I Cried for You
- 1963 - Johnny Guitar Watson
- 1964 - The Blues Soul of Johnny Guitar Watson
- 1965 - Larry Williams Show with Johnny Guitar Watson
- 1967 - Bad
- 1967 - In the Fats Bag
- 1967 - Two for the Price of One
- 1973 - Listen
- 1975 - I Don't Want to Be A Lone Ranger
- 1975 - The Gangster Is Back
- 1976 - Ain't That a Bitch
- 1976 - Captured Live
- 1977 - A Real Mother for Ya
- 1977 - Funk Beyond the Call of Duty
- 1978 - Giant
- 1978 - Gettin' Down with Johnny "Guitar" Watson
- 1979 - What the Hell Is This?
- 1980 - Love Jones
- 1981 - Johnny "Guitar" Watson and the Family Clone
- 1982 - That's What Time It Is
- 1984 - Strike on Computers
- 1985 - Hit the Highway
- 1986 - 3 Hours Past Midnight
- 1992 - Plays Misty
- 1994 - Bow Wow